# George Cove
George Cove foi um inventor canadiano, conhecido principalmente pelos primeiros equipamentos de geração elétrica solar.

## Biografia

### Primeiros anos
George Cove nasceu em Amherst, Nova Escócia, em 1863 ou em 1864.

### Gerador elétrico solar e sequestro
Em 1904–05, Cove desenvolveu o seu "gerador elétrico solar", que exibiu no Edifício Metropole em Halifax, Nova Escócia. A notícia deste dispositivo chegou aos investidores americanos, e uma fábrica para desenvolver mais dispositivos foi planeada em Somerville, Massachusetts. Em 1906, Cove patenteou um dispositivo para capturar a energia das marés, pelo qual ganhou uma medalha de ouro do governo canadiano pelo seu modelo da máquina e um plano para aproveitar as marés da Baía de Fundy. Em 1909–10, Cove manteve uma oficina em Nova Iorque em 118 Maiden Lane para fabricar geradores elétricos solares. Em julho de 1911, Cove angariou 5 milhões de dólares de investidores.
Em 1909, Cove foi sequestrado e foram-lhe oferecidos US$25.000 e uma casa para parar de promover os seus dispositivos. Ele recusou e foi solto no Zoológico do Bronx. Cove acusou um ex-investidor, Frederick W. Huestis, de organizar o sequestro. Os críticos de Cove acusaram-no de ter encenado o sequestro para publicidade, também acusando-o de ter arrecadado dinheiro de investidores fraudulentos e sugerindo que o gerador não gerava realmente eletricidade, mas era alimentado pela rede elétrica regular do edifício.

## Legado
Tem sido especulado que Cove pode ter inventado um painel fotovoltaico 40 anos antes da Bell Labs em 1950. Sugandha Srivastav, da Universidade de Oxford, observou que o uso de combustíveis fósseis cresceu significativamente em todo o mundo nesses quarenta anos, argumentando que "evitar uma pausa de 40 anos no desenvolvimento da energia solar poderia ter poupado ao mundo enormes quantidades de emissões de carbono". No entanto, John Perlin, da Universidade da Califórnia, argumentou que o gerador de Cove "não ofereceu nada de novo" e "levou a um beco sem saída tecnológico".